# لیانا تسوتادزه
لیانا تسوتادزه (انگلیسی: Liana Tsotadze؛ زادهٔ ۷ ژوئن ۱۹۶۱) شیرجه‌رو اهل اتحاد جماهیر شوروی سوسیالیستی است.